# Le Secret d'Edwin Strafford
Le Secret d'Edwin Strafford (Past Caring) est un roman de l'auteur britannique Robert Goddard paru en 1986 et publié en français en 2013.

## Résumé
En 1977 Martin, 30 ans, historien sans emploi, est à Londres. Il va voir Alec à Madère. Ils vont chez Leo, riche employeur d'Alec. Martin y voit une photo de 1908 avec Churchill et Strafford, ex propriétaire de la maison et alors ministre de l'intérieur. Ses mémoires étaient dans la maison. 
Leo embauche Martin pour élucider le mystère Strafford. Celui-ci fréquentait Elizabeth, grand-mère d'Helen, ex femme de Martin. En 1910, il démissionne pour l'épouser mais elle le quitte ! Elle épouse Couchman, ex ami de Strafford en 1914. En 1919, Stafford accepte le poste de consul de Madère. Martin repart en Angleterre et découvre un acte de mariage sud-africain de Strafford. Ambrose, neveu de Strafford, trouve le postface de ses mémoires. Martin va pour les voir mais Ambrose a été retrouvé noyé. Il retrouve la postface et y découvre qu'en 1951 à Madère, Leo a donné à Strafford un acte de naissance sud-africain disant qu'il est son fils avec le nom de sa famille adoptive. 
Strafford le fit arrêter et partit en Angleterre où il fit avouer à Couch avoir imité sa signature sur les actes et causé sa déchéance. 
Puis Strafford partit chez Ambrose où il mourut. Martin porte la postface à Elizabeth.
Henry, fils de Couch, avoue avoir poussé accidentellement Ambrose dans la rivière et avoir commandité le crime de Strafford. Elizabeth invite Leo et Henry qui se tue en route. 
Ils brulent la postface. 
Leo avoue avoir tué Strafford et Martin le tue. 
Il est condamné à 15 ans de prison. 
Elizabeth achète la maison de Strafford à Madère, y meurt en 1983 et lègue tout à Martin.